# Бонър
Окръг Бонър (на английски: Bonner County) е окръг в щата Айдахо, Съединени американски щати. Площ 4972 km² (2,3% от площта на щата, 19-о място). Население – 43 560 души (2017), 2,7% от населението на щата, гъстота 8,76 души/km². Административен център град Сендпойнт.
Окръгът е разположен в северната част на щата. На запад граничи с щата Вашингтон, на изток – с щата Монтана, на север – с окръг Баундари, а на юг – с окръзите Кутенаи и Шошони. Релефът е планински, като западният и северозападният му регион е зает от южните части на планината Селкирк, а източния – от северозападните части на планината Кабинет, всички части от Скалистите планини. Максимална височина връх Скотсман 6989 f (2130 m), издигащ се в планината Кабинет. От изток на запад, през средата на окръга в т.ч. и през административния център Сандпойнт преминава част от долното течение на река Панд Орей (ляв приток на Колумбия), на която е разположено красивото езеро Панд Орей (383 km²). В северозападната част на окръга се намира планинското езеро Прийст (110 km²), което чрез река Прийст се оттича в река Панд Орей.
Най-голям град в окръга е административният център Сандпойнт 7365 души (2010 г.), разположен на река Панд Орей, при изтичането ѝ от езерото Панд Орей. Втори по големина е град Прийст Ривър 1751 души (2010 г.), разположен също на река Панд Орей, при устието на рекат Прийст. Други по-големи градчета са: Кларк Форк и Пондърей.
През окръга преминават участъци от 2 междущатски шосета:
- Междущатско шосе  – 45 мили (72,4 km), от изток на запад, а след град Сандпойнт на север;
- Междущатско шосе  – 41 мили (66 km), от юг на север.

Окръгът е основан на 21 февруари 1864 г. и е наименуван в чест на Едуин Бонър, частен предприемач, пуснал първият ферибот по течението на река Кутни, ляв приток на Колумбия.